# Incontro di Gesù con Marta e Maria

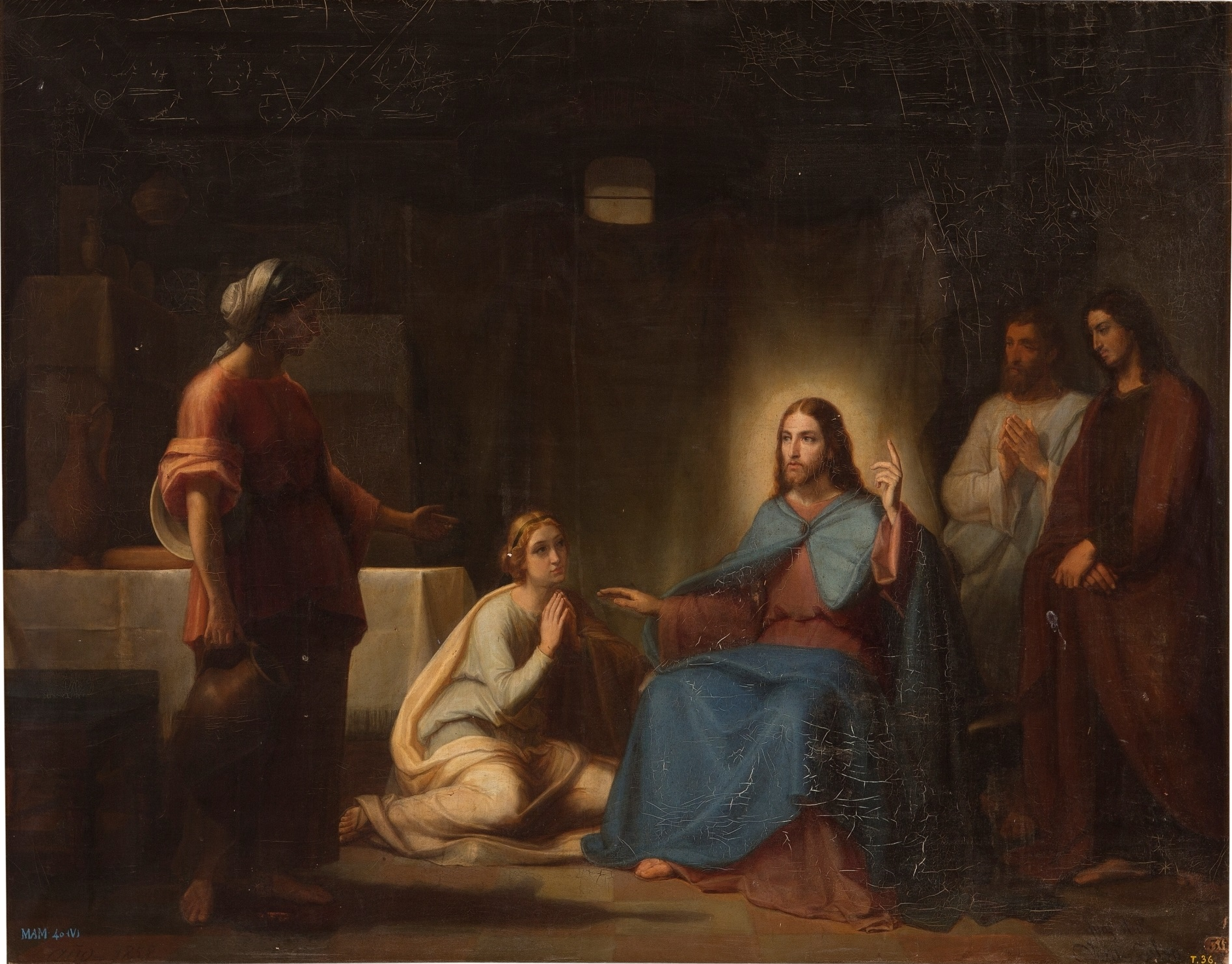
Juan Antonio Vera Calvo, Gesù nella casa di Marta e di Maria, olio su tela, 1858 circa (Museo del Prado)

L'incontro di Gesù con Marta e Maria è un episodio riportato dal vangelo secondo Luca, in cui Gesù viene invitato a casa di due sorelle, Marta e Maria, mentre è in viaggio verso Gerusalemme. Luca non cita il nome del villaggio, mentre il vangelo secondo Giovanni riporta che le due donne vivevano a Betania.

## Significato
L'episodio è comunemente interpretato come un confronto tra la vita attiva (rappresentata da Marta) e la vita contemplativa (rappresentata da Maria) in cui quest'ultima viene indicata da Gesù come migliore. In realtà, Gesù non rimprovera Marta perché si impegna nel servizio, ma perché lo svolge con affanno ed agitazione. La preoccupazione per le cose materiali non deve distogliere dalla vita interiore. La vita attiva e la vita contemplativa non sono incompatibili, come non lo sono l’attenzione verso Dio e il servizio concreto verso il prossimo. Papa Francesco ha sottolineato che le opere di servizio non devono indurre a trascurare l'ascolto della parola di Dio e che la preghiera e l'azione devono essere unite.